# Дубровинка (деревня)
Дубровинка — исчезнувшая деревня в Болотнинском районе Новосибирской области. На момент упразднения входила в состав Мануйловского сельсовета. Исключена из учётных данных в 1971 году.

## География
Располагалась на правом берегу реки Лебяжья, в 8,5 км к востоку от города Болотное.

## История
Посёлок Дубровинский основан в 1908 г. В 1926 году состоял из 24 хозяйств. В административном отношении входил в состав Таскаевского сельсовета Болотнинского района Томского округа Сибирского края.
Решением Новосибирского облисполкома от 27.09.1971 г. № 650 деревня исключена из учётных данных, как фактически не существующая.

## Население
По переписи 1926 г. в посёлке проживало 111 человек (50 мужчин и 61 женщина), основное население — русские.